# LoveGame
„LoveGame“ (от английски: „Любовна игра“) е песен на американската певица Лейди Гага от дебютния ѝ албум „The Fame“. Песента е дело на продуцента RedOne и служи за трети сингъл от албума в Северна Америка и Европа и четвърти сингъл в Австралия, Нова Зеландия и Швеция, където за трети е обявена песента „Eh, Eh (Nothing Else I Can Say)“. В Обединеното кралство „LoveGame“ също се явява четвърти сингъл, но трети е „Paparazzi“.
Критиците са впечатлени от ритъма на песента и стиха „Искам да се повозя на твоя диско стик“. Гага споделя, че фразата „диско стик“ е евфемизъм за пенис, а идеята за песента се ражда след нейно влечение по непознат в нощен клуб. С настроение, напомнящо за клубната сцена на Ню Йорк, песента дискутира теми като любовта, славата и сексуалното привличане, които се явяват централни и за албума. Издадени са няколко ремикса на „LoveGame“, един от които е с рок певеца Мерилин Менсън. От комерсиална гледна точка сингълът се оказва безспорен успех, като достига топ 10 в класациите на САЩ, Австралия, Нова Зеландия, Канада, Франция, Германия и други европейски държави. Песента се оказва третата поредна на Гага, която достига челната позиция на Bilboard Mainstream Top 40 и получава тройно платинен статус в САЩ.
Музикалното видео е вдъхновено от ъндърграунд културата на Ню Йорк и е режисирано от Джоузеф Кан. Включващо кадри на певицата в станция на метрото и на паркинг, то се явява трибют към начина на живот в метрополиса и до голяма степен е вдъхновено от клипа към „Bad“ на Майкъл Джаксън. Гага изпълнява песента на свои телевизионни появи, церемонии по награждаване, както и голяма част от своите концертни турнета. По време на голяма част от изпълнения, тя държи легендарния „диско стик“ в ръка.

## Предистория и издаване
Към края на 2007 година, компанията, която е мениджър на Лейди Гага, я запознават с продуцента RedOne, за когото също се грижат. През 2008 година, Гага се мести в Лос Анджелис, за да работи съсредоточено върху дебютния си албум и да създаде свой собствен креативен екип, който нарича „Haus of Gaga“. Певицата пише песента в рамките на четири минути, след като се натъква на свое сексуално увлечение в нощен клуб предишната вечер. По време на разговора си с него, тя измисля фразата „Искам да се повозя на твоя диско стик“, като според нея „диско стик“ е смислена метафора за пенис. Ражда се и идеята по време на изпълнения на живо, Гага да държи в ръка „истински стик, който прилича на огромен инструмент за самозадоволяване и свети“.
По време на интервю в Австралия, Лейди Гага разкрива, че не съжалява за употребата на словосъчетанието, въпреки че това довежда до забрана на излъчването на видеото към песента по местни телевизионни канали. Тя добавя, че идеята не е метафората да е едва доловима и че е наясно с това, че не е тайна какво се крие зад стиха. „Ако трябва да бъдем честни, смятам, че хората са твърде строги с мен“, споделя тя. „Това е заради музиката, съчетана с визуалните изображения, съчетани с начина, по който се движа, и това как изговарям стиховете. Но ако исках да правя музика, да карам хората да пеят „ла ди да“ би било много скучно“.
„LoveGame“ получава няколко ремикс версии, една от която включва вокали от Мерилин Менсън. Даниел Крепс от списание Rolling Stone споделя, че идеята за колаборацията се е родила по време на фотосесия за списанието през май 2009 г. Менсън се е появил на снимачната площадка и, впечатлен от представянето на певицата, е пожелал да работят заедно. В замяна, Гага предоставя вокали за ремикс на негова песен от седмия му студиен албум.

## Музикално видео
Клипът, режисиран от Джоузеф Кан, е представен на 23 март в Австралия и на 13 август 2009 г. в Обединеното кралство. Поради сцени, заснети в метростанция, видеото често е сравнявано с „Bad“ на Майкъл Джаксън, което представя подобни локации. Клипът към „LoveGame“ е сниман едновременно с този на „Eh, Eh (Nothing Else I Can Say)“ през уикенда на 9 януари 2009 г. в Лос Анджелис. Въпреки че снимачният процес е осъществен в Ел Ей, сюжетът се развива в Ню Йорк.
Лейди Гага споделя, че идеята ѝ е била да представи себе си и „група опасни мъже“ като жители на Ню Йорк в „мащабно денс видео“. За проекта тя пробира именно хора от града, които не биха били избрани да участват в музикално видео. В запомнящ се кадър от проекта, Гага носи очила, направени от тел. В интервю певицата споделя, че идеята зад това е да изглежда сякаш тя е лошо момиче, което по време на разходка, е извадило клещи и си е направило очила от ограда на пътя.
Проектът е цензуриран в редица държави още след премиерата си през 2009 г. В Австралия е определен като „съдържание за възрастни“ поради наличието на „неприлични кадри, изобразяващи фетиши и сексуални действия“. Други канали отказват да излъчват видеото в определени часове от денонощието, добавяйки, че не могат да представят редактирана версия, подходяща за деца, без да цензурират голяма част от текста и сцените. В САЩ популярните медии VH1 и MTV излъчват цензуриран вариант на клипа, от който са изрязани сцени, в които певицата е гола, и са закрили етикет на бутилка алкохол. Текстът обаче е оставен непроменен.

## Екип
- Лейди Гага – водещи вокали, текстописец, беквокали
- RedOne – текстописец, продуцент, беквокали, инструментал, програмиране, аудио инженер, звукозапис
- Робърт Ортън – аудио миксиране
- Джин Грималди – аудио мастеринг

## Сертификати
| Държава              | Статут          | Продажби  |
| -------------------- | --------------- | --------- |
| Австралия            | Платинен        | 70 000    |
| Канада               | Двойно платинен | 80 000    |
| Нова Зеландия        | Златен          | 7500      |
| Обединеното кралство | Сребърен        | 200 000   |
| САЩ                  | Тройно платинен | 2 670 000 |